# رالف جان-لويس
رالف جان-لويس (بالفرنسية: Ralph Jean-Louis)‏ هو لاعب كرة قدم ومدرب كرة قدم سيشلي، ولد في 11 سبتمبر 1968 في سيشل. شارك مع منتخب سيشل لكرة القدم. أما مع النوادي، فقد لعب مع نادي سان ميشيل السيشيلي.

## وصلات خارجية
- رالف جان-لويس على موقع الاتحاد الدولي (مؤرشف)  (الإنجليزية)
- رالف جان-لويس على موقع قاعدة بيانات كرة القدم.إي يو (الإنجليزية)
- رالف جان-لويس على موقع ناشيونال فوتبول تيمز (الإنجليزية)
- رالف جان-لويس على موقع Soccerway.com (الإنجليزية)